# Crataegus kansuensis
Crataegus kansuensis är en rosväxtart som beskrevs av Ernest Henry Wilson. Crataegus kansuensis ingår i Hagtornssläktet som ingår i familjen rosväxter.

## Underarter
Arten delas in i följande underarter:
- C. k. aurantiaca
- C. k. kansuensis